# Scytodes semipullata
Espèce
Synonymes
- Dictis semipullata Simon, 1909

Scytodes semipullata est une espèce d'araignées aranéomorphes de la famille des Scytodidae.

## Distribution
Cette espèce est endémique du Tibet en Chine.

## Description
Les femelles mesurent de 4 à 5 mm.

## Publication originale
- Simon, 1909 : Étude sur les arachnides du Tonkin (1re partie). Bulletin Scientifique de la France et de la Belgique, vol. 42, p. 69-147 (texte intégral)